# Alessandra Ambrosio
Alessandra Ambrosio (Erechim, Brazil, 11. travnja 1981.) - brazilska manekenka i foto model.
Najpoznatija je po svojoj suradnji s modnom kućom Victoria's Secret, bila je prvi model linije "PINK". Trenutno je jedna od "anđela" modne kuće Victoria secret i glavno lice engleske modne kuće Next.
Veleposlanica je Nacionalnog udruženja za borbu protiv multiple skleroze. Internetska stranica AskMen.com proglasila ju je drugom najljepšom ženom 2008. godine.

## Rani život
Alessandra je rođena u Erechim u Brazilu, 11. travnja 1981. godine. Njeni roditelji, koji su talijanskog i poljskog porijekla, posjeduju benzinsku crpku. Krenula je na tečaj manekenstva s 12 godina, a s 14 godina plasirala se među 20 finalistica na natjecanju modela u Brazilu. S 11 godina imala je estetsku operaciju uši, ali je nakon 2 godine došlo do komplikacija. Godine 2006. pojavila se u tv-emisiji Tyre Banks, gdje je rekla da je operacija bila loše iskustvo i da ju je obeshrabrila od ponovnih pokušaja neke plastične operacije.

## Manekenstvo
S 15 godina počela je raditi za modnu agenciju Dilson Stein. Nakon pobjede na natjecanju Izbora za Eliteovo lice, počinje svoju karijeru kao model. Prvo pojavljivanje bilo je na naslovnici brazilskog magazina El. Od tada se pojavila u reklamama za robne marke kao što su Revlon, Christian Dior, Giorgio Armani i Ralph Lauren. Radila je kolekcije za modne kuće kao što su: Prada, Chanel i Oscar de la Renta. Pojavila se u mnogim važnim časopisima, uključujući: Cosmopolitan, El, GQ, Harpers Bazar, Vogue i jedini je model koji se pojavio na naslovnici magazina Glamour u SAD-u 2006. godine.
Godine 2004., kreirala je svoju liniju kupaćih kostima nazvanu Alessandra Ambrosio by Sais. Prodano je 10 000 kostima za samo jedan mjesec prodaje.
U srpnju 2009. na naslovnici magazina Marie Claire, Alesandra se pojavila sa Sashom Baronom Cohenom kako bi promovirali njegov film Brüno.
Alessandra se nekoliko puta pojavljivala na televiziji. Godine 2006., imala je sporednu ulogu u filmu Casino Royale, gdje je glumila tenisačicu.
Također se pojavila i u seriji Kako sam upoznao vašu majku (epizoda: The Yips) 26. studenog 2007. zajedno sa svojim kolegicama anđelima Adrianom Limom, Selitom Ebanks, Marisom Miller, Mirandom Kerr i Heidi Klum.

## Privatni život
Alessandra i kalifornijski biznismen Jamie Mazur su 24. kolovoza 2008. dobili svoje prvo dijete, kćer imena Anja Louise Ambrosio Mazur u Florianopolisu u Brazilu. Rodila je sina po imenu Noah Phoenix Ambrosio Mazur u svibnju 2012.